# Gardinovci
Gardinovci (srp.: Гардиновци , mađ,  Dunagárdony) je naselje u općini Titel u Južnoobačkom okrugu u Vojvodini.

## Stanovništvo
U naselju živi 1.485 stanovnika, od toga 1.204 punoljetnih stanovnika, a prosječna starost stanovništva iznosi 41,6 godina (40,1 kod muškaraca i 43,2 kod žena). U naselju ima 509 domaćinstava, a prosječan broj članova po domaćinstvu je 2,92.
Prema popisu stanovništva iz 1991. godine u naselju je živjelo 3.663 stanovnika.
| Etnički sastav 2002. |            |        |
| Narod                | Stanovnika | %      |
| Srbi                 | 1.413      | 95,15% |
| Romi                 | 14         | 0,94%  |
| Mađari               | 13         | 0,87%  |
| Jugoslaveni          | 8          | 0,53%  |
| Hrvati               | 4          | 0,26%  |
| Bugari               | 3          | 0,20%  |
| Makedonci            | 2          | 0,13%  |
| Slovaci              | 2          | 0,13%  |
| ostali               | 3          | 0,20%  |
| nepoznato            | 4          | 0,26%  |

| broj stanovnika | 1828  | 1714  | 1712  | 1636  | 1515  | 1452  | 1485  |
|                 | 1948. | 1953. | 1961. | 1971. | 1981. | 1991. | 2001. |

## Vanjske poveznice
- Karte, udaljenonosti, vremenska prognoza  Arhivirana inačica izvorne stranice od 21. prosinca 2009. (Wayback Machine)
- Satelitska snimka naselja  Arhivirana inačica izvorne stranice od 18. veljače 2021. (Wayback Machine)